# サイクロン・ネグロ
サイクロン・ネグロ（Cyclone Negro、本名：Ramon Edouardo Rodriguez、1932年4月7日 - 2013年2月20日）は、ベネズエラ出身のプロレスラー。
日本では、覆面レスラーのカリプス・ハリケーン（Calypso Hurricane）としても活躍した。

## 来歴
プロレス転向前はベネズエラにてアマチュア・ボクシングの選手として活躍、1951年にアルゼンチンのブエノスアイレスで開催された第1回のパンアメリカン競技大会ではフロイド・パターソンとも対戦した。
1956年、首都カラカスにてシクロン・ベネズエラーノ（Ciclón Venezuelano）のリングネームでデビュー。1958年からヨーロッパ各地を転戦し、1960年頃よりアメリカ合衆国に進出。ダラスやヒューストンなどテキサスの東部地区にてトルベジーノ・ブランコ（Torbellino Blanco）のパートナーとなり、彼のリングネーム「白いつむじ風」に合わせ、「黒い台風」を意味するサイクロン・ネグロ（Cyclone Negro）に改名。白覆面と黒覆面のマスクマン・タッグチームとして、マッドドッグ・バションとブッチャー・バションのバション・ブラザーズを相手にNWAテキサス・タッグ王座を争った。
1964年4月、日本プロレスの『第6回ワールドリーグ戦』にベネズエラ代表として初来日。当時、アメリカではすでに素顔でファイトしていたが、この日本遠征では再びマスクを被ってカリプス・ハリケーン（Calypso Hurricane）なる新しい覆面レスラーに変身。開幕戦である4月3日の蔵前国技館大会では、アメリカ遠征から帰国したジャイアント馬場と時間切れ引き分けに持ち込み、5月14日には横浜文化体育館にてジン・キニスキーと組み、豊登&吉村道明からアジア・タッグ王座を奪取するなどの活躍を見せた。1968年5月の再来日ではマリオ・ミラノをパートナーに、6月17日に宮城県スポーツセンターにて馬場&アントニオ猪木のBI砲が保持していたインターナショナル・タッグ王座に挑戦している。
1969年からはフロリダ地区を主戦場に、ジャック・ブリスコやサム・スティムボートとタッグを組むなどベビーフェイス陣営で活動。同年4月15日、ハンス・モーティアを破りNWAフロリダ・ヘビー級王座を獲得。1971年にはターザン・タイラーやボリス・マレンコとブラスナックル王座を争った。その後はヒールのポジションでテキサス西部のアマリロ地区に定着。テリー・ファンクやロード・アルフレッド・ヘイズを相手に、NWAウエスタン・ステーツ・ヘビー級王座を巡る抗争を展開した。1973年8月29日にはキラー・カール・コックスと組んで、日本から流出してきたインターナショナル・タッグ王座をザ・ファンクスから奪取している。

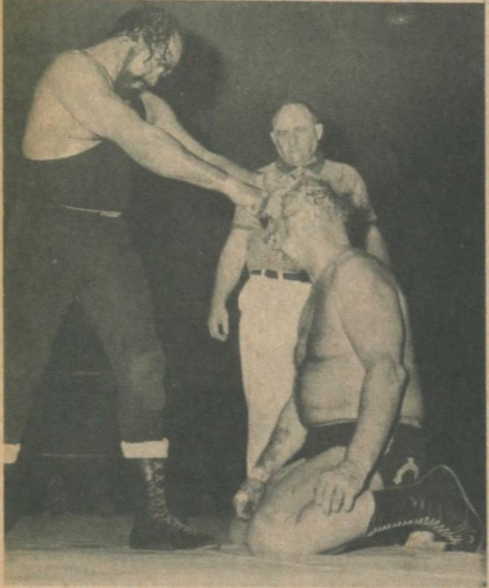
ドリー・ファンク・シニア（右）とのテキサス・デスマッチ（1972年）

その間、1972年3月には日本プロレスの『第14回ワールドリーグ戦』にカリプス・ハリケーンとして参戦。最終戦である5月15日の石川県小松市大会において、吉村&坂口征二が保持していたアジア・タッグ王座にアブドーラ・ザ・ブッチャーと組んで再挑戦した。同年12月、アマリロとの提携ルートで全日本プロレスに初参戦。このときは素顔のサイクロン・ネグロとして来日したが、以降の来日では再び覆面を被り、カリプス・ハリケーンのギミックで全日本プロレスの常連中堅外国人となる。1973年3月には『チャンピオン・カーニバル』の第1回大会に出場、1975年1月にはザ・デストロイヤーの「覆面10番勝負」第5戦の相手を務めた。
アメリカでも1978年下期に、古巣のフロリダ地区でカリプス・ハリケーンと同じデザインの覆面を被り、ミスター・ウガンダ（Mr. Uganda）なるマスクマンに変身。12月12日にダスティ・ローデスからNWAフロリダ・ヘビー級王座を奪取したが、1週間後にジョー・ルダックに敗れ短命王者に終わった。以降は素顔に戻り、1982年頃までフロリダ、ロサンゼルス、プエルトリコなどを転戦した。
1983年2月には素顔のサイクロン・ネグロ名義で全日本プロレスへの最後の参戦を果たし、キャリア最末期の1984年11月にはカリプス・ハリケーンとして旧UWFに登場した。1985年の引退後は、かつての主戦場であるフロリダに居住していた。
2013年2月20日、80歳で死去。

## 得意技
- ブレーンバスター
  - 大きなモーションで背中から落とす方式の現在主流となっているブレーンバスターを広めたのはサイクロン・ネグロである。それまではキラー・カール・コックスなどが使っていた頭（ブレーン）から落とす垂直落下式が主流だった。
- アッパー・ブロー
  - ボクサー上がりだけにパンチ攻撃も得意で、オーストラリア遠征で一緒だったザ・グレート・カブキに伝授した[21]。
- ジャンピング・パイルドライバー

## 獲得タイトル
NWAビッグタイム・レスリング
- NWAテキサス・ヘビー級王座：1回[22]
- NWAテキサス・タッグ王座：2回（w / トルベジーノ・ブランコ）[6]
- NWA世界タッグ王座（ダラス版）：3回（w / ドリー・ディクソン、オスカー・サラザール、リッキー・スター）[23]

チャンピオンシップ・レスリング・フロム・フロリダ
- NWAフロリダ・ヘビー級王座：2回 [11]
- NWAフロリダ・タッグ王座：5回（w / ジャック・ブリスコ×2、サム・スティムボート、オマール・ネグロ、パク・ソン）[24]
- NWAフロリダ・ブラスナックル王座：2回[12]

NWAウエスタン・ステーツ・スポーツ
- NWAウエスタン・ステーツ・ヘビー級王座：5回 [13]
- NWAウエスタン・ステーツ・タッグ王座：1回（w / カール・フォン・スタイガー）[25]
- NWAインターナショナル・ヘビー級王座（アマリロ版）：4回[26]
- NWAテキサス・ブラスナックル王座（アマリロ版）：2回[27]

NWAトライステート
- NWA USタッグ王座（トライステート版）：1回（w / ドクターX）[28]

NWAハリウッド・レスリング
- NWA太平洋岸ブラスナックル王座（ロサンゼルス版）：2回[29]
- NWAアメリカス・ヘビー級王座：1回 [30]

アメリカン・レスリング・アライアンス
- AWA世界タッグ王座（サンフランシスコ版）：1回（w / モンゴリアン・ストンパー）[31]

ワールド・チャンピオンシップ・レスリング
- IWA世界タッグ王座（オーストラリア版）：1回（w / バロン・シクルナ）[32]

ワールド・レスリング・カウンシル
- WWCカリビアン・ヘビー級王座：1回
- WWC北米タッグ王座：1回（w / ウラカン・カスティーヨ）

日本プロレス / 全日本プロレス
- アジア・タッグ王座：1回（w / ジン・キニスキー）[8]
- インターナショナル・タッグ王座：1回（w / キラー・カール・コックス）[14]
  - 第1回チャンピオン・カーニバルに「PWF南米ヘビー級王者」として来日したが、実態もその後の発展も特になかった。